# Dono II
Dono II (... – 974) è il nome con cui viene indicato un antipapa che avrebbe regnato per un breve periodo tra il 973 e il 974.
L'Annuario Pontificio del 1871 riportava per tre mesi (dicembre 973 - marzo 974), gli Annales Ceccalenses riportano per sei mesi (dicembre 973 - giugno 974); nel 1948 fu cancellato dall'Annuario, e con tutta probabilità non è mai esistito. 
Antiche fonti sostenevano che un certo cardinale diacono Domnus (Donno), il 20 dicembre 973, si fosse fatto eleggere papa con il nome di Dono II alla morte di papa Benedetto VI, per perire il marzo successivo; ma quel 20 dicembre Benedetto VI era vivo, eletto papa da 15 mesi e consacrato come tale da 11 mesi e 1 giorno; anzi, Benedetto visse più di lui. L'errore potrebbe essere dovuto alla parola latina Dominus (signore) abbreviata in Domnus confusa con i nomi propri Donno e Dono, e quindi inserita nell'Annuario, quando in realtà si tratterebbe dell'antipapa Bonifacio VII (eletto la prima volta nel giugno 974) o dello stesso Benedetto VI.
Nel 972 papa Giovanni XIII nominò cardinale diacono un certo Domno davvero esistito, che morì nel marzo 974, tre mesi prima che Bonifacio VII deponesse Benedetto; ma che tal Domno il 20 dicembre 973 si sia fatto eleggere come "papa Dono II" mentre Benedetto VI era peraltro vivo, e lo abbia contrastato per tre mesi, fino al marzo successivo, è una supposizione non comprovata.
In Storia degli italiani, si sostiene che Dono II fu un antipapa creato e sostenuto da quella fazione della plebe che, inorridita per l'omicidio di Benedetto VI (il cui cadavere fu esposto al pubblico ludibrio), cacciò via Bonifacio VII la prima volta, nel luglio 974, tentando di insediare al suo posto Dono, ma ottenendo solo l'effetto di aumentare i disordini in quanto l'imperatore Ottone II aveva comunque il suo candidato da mettere sul soglio di Pietro: Benedetto VII; perciò Dono II, semplicemente, scomparve nell'anonimato.
Se ciò fosse vero, questo Dono II, succeduto alla morte di Benedetto VI, non potrebbe essere il Domno creato cardinale da Giovanni XIII, né potrebbe esser stato eletto il 20 dicembre 973, quando Benedetto era ancora vivo e Bonifacio non era ancora apparso sulla scena.
Altre fonti riportano che fu eletto il 20 settembre 972 e morì il 19 dicembre dello stesso anno; in ogni caso, tre mesi di regno contro il legittimo papa, Benedetto VI, anche se questa datazione può essere facilmente spiegata: Benedetto fu eletto nel settembre 972, ma fu consacrato solo il 19 gennaio dell'anno successivo; perciò in questo caso si tratterebbe della confusione tra il titolo di Domnus e quello di Papa, riferito sempre a Benedetto: quindi questo Dono II non sarebbe altri che Benedetto VI.
Altre fonti riportano che il nome secolare di Dono II sarebbe Domnus De Suri, ossia "Domno di Sutri" (essendo Suris altra forma per Sutrium, nome latino di Sutri), e che avrebbe regnato un anno e sei mesi tra Benedetto VI e Benedetto VII; ciò, oltre a essere impossibile per le date, suggerisce, secondo lo storico Charles Duchesne, che Dono II altri non sia che lo stesso Benedetto VII, poiché era stato vescovo di Sutri ed era appellato, perciò, Dominus de Suri, da Dominus (signore) de Suris - Sutrium - di Sutri.
Nella sequela degli antipapi, settant'anni prima di lui v'era stato Cristoforo, contro Leone V; tre mesi dopo, vi sarà Bonifacio VII, che si antepose a Benedetto VI, Benedetto VII e infine a Giovanni XIV.